# Княгининок
Княгининок (укр. Княгининок; до 2016 года — Маяки́, укр. Маяки) — село в Луцкой городской общине Луцкого района Волынской области Украины. Впервые упоминается в XII веке под названием Княгинин.
Код КОАТУУ — 0722883701. Население по переписи 2024 года составляет 2303 человек. Почтовый индекс — 45630. Телефонный код — 332. Занимает площадь 2,44 км².